# Geamia Ali-Gazi Pașa din Babadag
Geamia Ali-Gazi Pașa sau Moscheea Babadag este un monument istoric și de arhitectură religioasă situat în centrul orașului Babadag, datând din secolul al XVII-lea. Geamia, ridicată în anul 1609 sau 1610, a fost construită din piatră fățuită, pe un plan dreptunghiular, a fost prevăzută cu un monumental pridvor pe arcade și un minaret înalt de peste 20 de metri..
Clădirea, situată pe str. Geamiei nr. 2, este înscrisă în Lista monumentelor istorice din județul Tulcea cu Codul LMI TL-II-m-A-06000.

## Istoric
Până să intre în componența principatelor române (după războiul de independență din 1877-1878), Dobrogea a fost parte componentă a Imperiului Otoman timp de aproape 500 de ani. Pentru a putea urmări și coordona mai bine trupele militare în confruntările cu Imperiul Rus, reședința pașei dobrogene (generalul armatei) a fost mutată la Babadag (de la Silistra). Așa se face că la Babadag, Gazî Ali Pașa a ordonat ridicarea unei frumoase moschei, Geamia Gazî Ali Pașa.
Geamia a fost construită prin anii 1610. Însă nu se știe dacă este vorba de anul în care a început construirea ei sau anul în care a fost finalizată. Așa cum îi spune și numele, a fost ridicată de generalul Ali Gaza-Pașa. Geamia a trecut printr-un incendiu în timpul Războiului ruso-turc. Geamia a funcționat ca muzeu până în anul 1989. În perioada 1990-1999 a fost restaurată de o fundație din Turcia, cea ce i-a redat strălucirea de altădată. În interior se află unele dintre cele mai frumoase decorațiuni sculptate în lemn din zona europeană și covoare persane vechi de sute de ani aduse din Turcia.